# Чаба, Петер
Петер Чаба (рум. Péter Csaba; род. 7 ноября 1952, Клуж) — румынский скрипач и дирижёр, представитель венгерского меньшинства в Румынии.

## Биография и карьера
Учился в Клуже, затем в Бухаресте. Получил как скрипач несколько международных премий, включая премию Паганини (Италия). Как дирижёр работал в разных странах мира — в Германии, Швеции, Сингапуре, Чехии, Венгрии, Португалии и др. С 1983 года живёт в Лионе. Был художественным руководителем Музыкального фестиваля в Кухмо (Финляндия) и фестиваля «Лапландия» (Арьеплуг, Швеция). Создал в Швеции камерный оркестр Musica Vitae (1993—2000), с которым гастролировал по всей Европе, организовал в Швеции же международный фестиваль EuroMusica Vitae. Возглавляет кафедру в лионской Академии музыки (с 1996). В 1996—2010 гг. художественный руководитель Безансонского оркестра Франш-Конте. Основатель камерных оркестров «Солисты» (Лион) и «Виртуозы Кухмо».

## Творческое сотрудничество
С Чабой работали такие исполнители мирового уровня, как Мария Типо, Пьер Фурнье, Джеймс Голуэй, Кристиан Циммерман, Петер Франкл, Наталия Гутман, Чон Кён Хва, Золтан Кочиш и др.

## Оценки критики
Репертуар Чабы-дирижёра чрезвычайно широк — от Баха и Гайдна до Барбера и Линдберга, но его имя принято связывать прежде всего с музыкой XX—XXI веков. Его исполнение «Камерной симфонии» Шостаковича (op. 110ª) признано эталонным.